# Бачумово
Бачу́мово (удм. Бадзымгурт) — деревня в Ярском районе Удмуртии. Административный центр Бачумовского сельского поселения.

## География
Деревня расположена на высоте 184 м над уровнем моря.

### Часовой пояс
Деревня Бачумово, как и вся Удмуртская Республика, находится в часовой зоне МСК+1. Смещение применяемого времени относительно UTC составляет +4:00.

## Население
| 2010 | 2012 |
| ---- | ---- |
| 320  | ↘316 |

## Улицы
| - ул. Восточная, - ул. Молодёжная, - ул. Нагорная, | - ул. Парковая, - ул. Полевая, - ул. Школьная. |

## Инфраструктура
В деревне функционируют детский сад, школа, фельдшерско-акушерский пункт, клуб, библиотека.